# Paul Lendvai
Paul Lendvai (* 24. srpen 1929, Budapešť) je rakouský novinář, televizní komentátor stanice ORF a spisovatel maďarského původu. Platí za fundovaného znalce oblasti jihovýchodní a východní Evropy, věnující se zájmově historicko-politicko-kulturnímu vývoji Maďarska.

## Životopis
Po maturitě, již absolvoval s vyznamenáním, vystudoval práva na Katolické univerzitě Petra Pázmánye v rodné Budapešti. Od roku 1957 žije v Rakousku, o dva roky později mu zde bylo také uděleno rakouské státní občanství.
V roce 2011 založil se svojí třetí manželkou Zsókou Lendvai vídeňské nakladatelství Nischen Verlag, jež se zaměřuje na maďarskou překladovou literaturu. Je jedním z nejtvrdších mezinárodních kritiků Orbánova režimu, jenž svými zákony utahuje maďarským médiím ohlávku.

## Vyznamenání
- velká čestná dekorace ve zlatě Čestného odznaku Za zásluhy o Rakouskou republiku (2001)[9]
- Čestný kříž Za vědu a umění I. třídy (1994, Rakousko)[10]
- komtur Řádu za zásluhy Polské republiky (1999)[10]
- velký záslužný kříž Záslužného řádu Spolkové republiky Německo (1990)[10]

## Publikační činnost

### České překlady (výběr)
- Na černých listinách: zážitky jednoho Středoevropana. 1. vyd. Brno: Barrister & Principal, 2004. 308 S. Překlad: Klára Salaquardová
- Tisíc let maďarského národa: tisíc let vítězství v porážkách. 1. vyd. Praha: Academia, 2002. 457 S. Překlad: Milan Navrátil